# INTZ
INTZ é uma organização de esportes eletrônicos brasileira fundada em junho de 2014. Possuem times em diversos jogos, mas são mais conhecidos por sua equipe de League of Legends, que é a maior campeã, com cinco títulos (seis títulos, se considerarmos o CBLOL pós temporada de 2015), do Campeonato Brasileiro de League of Legends (CBLOL), a principal competição do jogo no país.
Em pouco tempo se tornou um dos principais clubes de esportes eletrônicos da América do Sul e com presença constante nas principais modalidades no Brasil e no mundo. Em agosto de 2018, a INTZ inaugurou o maior centro de treinamento do continente na época, localizado em São Paulo.

## História

### League of Legends

#### Início, primeiras conquistas e o Exodia (2014–2016)
A INTZ foi criada em 20 de junho de 2014 na região do Brás, em São Paulo, pelos irmãos Rogério Almeida e Lucas Almeida através do conselho do filho de Rogério, Luan. O nome INTZ é uma abreviação do termo "intrepidez", inspirado em um antigo time de mesmo nome em que Luan atuava.
O primeiro investimento da INTZ foi no League of Legends, contratando os jogadores recém-saídos da Team United que jogavam sob o nome de Out of Position, a qual contava com Felipe "Yang" Zhao, Thiago "Djokovic" Maia, Gabriel "tockers" Claumann, Luan "Jockster" Cardoso e Micael "micaO" Rodrigues. A INTZ disputou, por meio de qualificatórias abertas, a segunda edição do Campeonato Brasileiro de League of Legends (CBLOL) de 2014, onde perderam nas quartas de final para a paiN Gaming. Para 2015, a INTZ substituiu Thiago "Djokovic" Maia por Gabriel "Revolta" Henud, jogador que havia atuado na CNB e na Keyd Stars. Com a mudança, a equipe conquistou a primeira etapa do CBLOL de 2015, vencendo da Keyd Stars por 3 a 0 na grande final e se classificaram para o International Wildcard Invitational (IWCI), onde foram derrotados na final, sem conseguirem se classificar para o Mid-Season Invitational de 2015. Para a segunda etapa de 2015, a INTZ havia conseguido subir sua equipe secundária, a INTZ Red, para a primeira divisão através do Circuito Desafiante. Na equipe principal, Gabriel "Revolta" Henud deixa o time e Luan "Jockster" Cardoso assume a posição de selva, com Leonardo "Alocs" Belo como novo suporte. Por mais que a equipe tenha terminado em primeiro lugar na etapa regular, eles perderiam na grande final para a paiN Gaming por 3 a 0. A INTZ ainda venceria um torneio de pós-temporada do CBLOL, que não contaria como título oficial do campeonato por conta da campeã da segunda etapa, a paiN Gaming, estar disputando o Campeonato Mundial no mesmo momento.
Para 2016, a INTZ precisou vender sua vaga da INTZ Red para o empresário Felippe Corradini após a Riot Games determinar que nenhuma organização poderia ter mais do que uma equipe no CBLOL. Gabriel "Revolta" Henud volta para a equipe novamente, repetindo a formação campeã do ano anterior, com a adição do técnico britânico Peter Dun. A INTZ vence a primeira etapa em cima da Keyd Stars, e novamente perde no IWCI sem conseguir disputar o Mid-Season Invitational. Na segunda etapa, a INTZ derrota a CNB na grande final por 3 a 0, e logo após, vence o International Wildcard Qualifier, garantindo sua vaga ao Campeonato Mundial de 2016.
No Mundial, a INTZ chama a atenção internacionalmente ao vencer a campeã chinesa e favorita ao título Edward Gaming em seu primeiro jogo no campeonato. O confronto ficou lembrado pelas atuações de Gabriel "Revolta" Henud e Felipe "Yang" Zhao (este recebendo o prêmio de melhor jogador da partida), além da narração eufórica de Diego "Toboco" Pereira e Guilherme "Tixinha" Cheida e dos altos gritos da plateia após a vitória. No entanto, a INTZ perderia suas partidas seguintes e terminaria a competição estando 1–5. Após o Mundial, a equipe decide se separar, restando somente a rota inferior na equipe. Esse elenco ficaria conhecido pelos fãs e comentaristas como "Exodia" (em referência a carta de mesmo nome de Yu-Gi-Oh!), e é considerado como um dos melhores times brasileiros da história.

#### Reformulação e segunda formação vitoriosa (2017–2020)
Em 2017, a INTZ contratou Marcelo "Ayel" Mello, Diogo "Shini" Rogê e Bruno "Envy" Farias para substituirem as vagas deixadas por Felipe "Yang" Zhao, Gabriel "Revolta" Henud e Gabriel "tockers" Claumann, respectivamente, além de adicionarem um novo técnico, Lucas "Maestro" Pierre. A equipe terminaria a primeira e a segunda etapa daquele ano chegando até as semifinais em ambas. Seu segundo time, INTZ.Genesis, se classificou para a segunda etapa do ano, na qual seriam campeões como Team oNe eSports. No final do ano, a INTZ vence a Superliga ABCDE, competição que contava com as melhores equipes do país, derrotando a ProGaming por 3 a 0 na final. O ano de 2018 foi péssimo para a organização, após as saídas de Micael "micaO" Rodrigues e Luan "Jockster" Cardoso e as entradas de Luis Felipe "Absolut" Carvalho e Ygor "RedBert" Freitas, a equipe não conseguiu chegar às eliminatórias em nenhuma das etapas, além de ter que brigar na Série de Promoção para não cair da primeira divisão. No entanto, eles venceriam novamente a Superliga ABCDE no final do ano, derrotando a paiN Gaming por 3 a 2 na final.
Em 2019, a INTZ se despede de Luis Felipe "Absolut" Carvalho e coloca Guilherme "Mills" Uessler como titular na posição, além de contratar Rodrigo "Tay" Panisa como topo. A equipe terminou a fase regular da primeira etapa em segundo colocado, atrás somente do Flamengo Esports, time esse em que a INTZ enfrentaria na grande final, onde conseguiu vencê-los por 3 a 2 em uma série disputada, garantindo seu quarto título de CBLOL e a classificação para o Mid-Season Invitational de 2019. Na segunda etapa, a INTZ repetiria uma final de 3 a 2 contra o Flamengo Esports, no entanto, com a vitória ficando do lado do time rubro-negro. Para o ano de 2020, a INTZ traz novamente Micael "micaO" Rodrigues e Luan "Jockster" Cardoso, mas não conseguem ir bem na primeira etapa. Após a saída de Luan "Jockster" Cardoso, a INTZ vence a segunda etapa do CBLOL em cima da paiN Gaming, se tornando a primeira equipe a vencer o campeonato cinco vezes e desempatando com a KaBuM! Esports pelo título de maior campeã da liga. A equipe disputaria a fase de entrada Campeonato Mundial de 2020, onde terminaria 1–3 na competição, vencendo apenas o time norte-americano da Team Liquid, que passaria em primeiro no grupo.

#### Era das franquias (2021–presente)
Após a Riot Games anunciar que o CBLOL de 2021 seria uma liga com times na forma de franquias (ou seja, com vagas permanentes), a INTZ é aceita pela desenvolvedora para preencher uma dessas vagas. Porém, a equipe reformularia quase toda a sua escalação, apostando em jogadores novatos e não conseguindo chegar nas eliminatórias da primeira e segunda etapa. Em 2022, a INTZ amargou as últimas posições das duas etapas. Já para 2023, a organização apostou em trazer jogadores coreanos para compor a equipe e conseguir uma melhor colocação no campeonato.

## Elencos atuais

### League of Legends
CBLOL
CBLOL Academy

## Títulos

### League of Legends
Regionais
- Campeonato Brasileiro de League of Legends
  - Campeão (5): 2015-I, 2016-I, 2016-II, 2019-I, 2020-II
  - Vice-campeão (2): 2015-II, 2019-II
- Circuito Desafiante
  - Campeão (1): 2015-II (como INTZ Red)
- Superliga ABCDE
  - Campeão (2): 2017, 2018

Internacionais
- International Wildcard Invitational
  - Vice-campeão (1): 2015
- International Wildcard Qualifier
  - Campeão (1): 2016

Outros torneios
- Circuito Game7: 2014
- Xtreme League of Legends: 2014 (edição especial)
- XMA Mega Arena: São Paulo 2015
- Brasil Mega Arena: São Paulo 2015, Rio 2016
- Campeonato Brasileiro de League of Legends Pós-Temporada: 2015
- Xtreme League: #5

### Outros jogos
Counter-Strike: Global Offensive
2017
- Campeão ESEA Season 26: Open Division - Brazil
- Campeão Liga Profissional Alienware Gamers Club: November 2017

2019
- Campeão GirlGamer Esports Festival - São Paulo

2020
- Campeão WINNERS League - Season 3 - North America Invite Division

Rainbow Six Siege
2016
- Campeão Brasil Gaming League
- Campeão Elite Six - Season 3

2021
- Campeão Copa do Brasil - Season 2

Dota 2
2016
- Campeão Copa de Abertura LBEE

Smite
2016
- Campeão BGL 2ºSplit

CrossFire
2016
- Campeão Qualify Global Invitational CrossFire Brasil

Hearthstone
2018
- Campeão Hearthstone Old Spice Tournament

Rocket League
2019
- Campeão ESL Brasil Premier League - Season 8

Fortnite
2019
- Campeão Campeonato Conexão Games

Clash of Clans
2020
- Campeão CWL Elite - Season 8
- Campeão Rio Cup - 1ª Temporada

Brawl Stars
2020
- Campeão Rio Cup - 1ª Temporada
- Campeão Brawl Stars Championship 2020 Qualifier August LATAM South
- Campeão OnLy Tournament

PUBG Mobile
2021
- Campeão Brasil Open (BRO) - 1ª Edição

Valorant
2021
- Campeão Women’s Community Festival
- Campeão Women’s Community Festival Masters